# Allium melitense
Allium melitense là một loài thực vật có hoa trong họ Amaryllidaceae. Loài này được (Sommier & Caruana ex Borg) Cif. & Giacom. mô tả khoa học đầu tiên năm 1950.